# Vasile Luțac
Vasile Luțac (n. 12 februarie 1960 la Sighetu Marmației, județul Maramureș) este un muzician și profesor de muzică român de etnie ucraineană. Instrumentul care l-a consacrat este acordeonul, însă el poate cânta și la pian, orgă sau chitară.

## Biografie
Vasile Luțac s-a născut la Sighetu Marmației, însă a copilărit la casa părintească din Valea Vișeului, județul Maramureș. A cochetat cu muzica încă din fragedă pruncie, debutul muzical realizându-l la 11 ani. Cântând la acordeon, a început prin a participa la nunți tradiționale ucrainene din Maramureș. 
A cântat alături de nume importante ale folclorului maramureșean, precum Frații Petreuș, Titiana Mihali, Gheorghe Florea sau Gheorghe Covaci "Cioată". A urmat cursurile Colegiului Național "Dragoș Vodă" din Sighetu Marmației, fiind apoi admis la Școala Populară de Arte din localitate. Studiile superioare le-a absolvit la Universitatea "Vasili Stefanyk" din Ivano-Frankivsk, Ucraina.
Fondator al ansamblului muzical "Tinerii Huțuli", a participat alături de acesta la o serie de festivaluri și concursuri, precum "Festivalul Național de Jocuri și Obiceiuri Populare" din Idicel, județul Mureș, „Festivalul Folcloric Prietenia" din Szejke – Odorheiu Secuiesc, județul Harghita (2003) sau "Festivalul Interetnic al Regiunilor Etnografice ale Ucrainei" din Ivano-Frankivsk, Ucraina (2001).
Din 2001, locuiește la București, unde, în anul 2003, a început o colaborare cu Ansamblul "Zorea", din cadrul Uniunii Ucrainenilor din România. Ca acordeonist al grupului, a participat, printre altele, la Festivalul "Serbările Deltei" din Sulina, "Festivalul Internațional al Dunării" din Tulcea, Festivalul Folcloric de la Luțk (Ucraina), „Festivalul ProEtnica” din Sighișoara, „Festivalul Sinaia Forever" din Sinaia, Festivalul "Lemkivska Vatra" din Zdynia, Polonia, dar și emisiuni de televiziune, cum ar fi „Folclorul Contraatacă” (Antena 1), "Atenție, se cântă !" (TVR 2), "Împreună în Europa" (TVR 2).

## Discografie
- Colinde (2005)
- Kolomyika (alături de Formația Iurcuț) (2008)
- Kolyadke i schedrivke (alături de Ansamblul Zorea) (2011)